# Герой Арцаха
Герой Арцаха — державна нагорода Нагірно-Карабаської Республіки, вище звання, що надається за особливо визначні заслуги перед державою. Звання Героя Арцаха є особливим видом державних нагород НКР та очолює їхню ієрархію. Герою Арцаха вручається особлива відзнака — орден «Золотий Орел».

## Статут
Звання Героя Арцаха надається «за виняткові заслуги у справі захисту держави, зміцнення її економічної потужності й створення значних національних цінностей».